# Chameleon Twist 2
Chameleon Twist 2 és un videojoc de plataformes clàssic amb aspecte infantil realitzat per a la Nintendo 64 llançat el 1999, és la continuació de Chameleon Twist llançat per la mateixa companyia, Sunsoft, i per a la mateixa consola. De nou, el conill, mentre s'està jugant amb la resta dels personatges el camaleó es trasllada de nou a un món increïble on s'adopta de nou una forma humana.

## Sistema de joc
El sistema de joc és el mateix que el del seu predecessor, Chameleon Twist. Se segueix jugant en un món 3D sobre un camí prefixat encara que permetent certa exploració gràcies a la major grandària dels escenaris, gràcies en com es pot amagar entre l'escenari els objectes.

## Canvis respecte al seu predecessor
Gran treball realitzat per l'equip que millora en diversos aspectes a la versió anterior:
- Gran millora visual amb teixidures millor definides i alegres amb un millor disseny del protagonista deixant enrere la poc definida forma del camaleó.
- S'afegix un nou moviment que consisteix a utilitzar un paraigua per a planejar en l'aire donant-li situacions més variopintes i divertides.
- Més quantitat d'objectes.
- Més varietat d'enemics amb una intel·ligència més acurada. Ara els enemics ens atacaran i insistiran més deixant enrere la poca cuidada intel·ligència (els enemics tot just atacaven i es deixaven atrapar fàcilment).
- La càmera ha millorat però segueix sent estàtica i no permet rotar-la.
- Més minijocs que li donen més varietat com un de bitlles o hoquei sobre gel.

## Objectes
La quantitat d'objectes ha augmentat respecte a l'anterior joc. En aquest joc podem recol·lectar:
- Monedes. Hi ha vint en cada món i suposaran un repte per al jugador recol·lectar-les totes.
- Pastanagues. Hi ha una en cada món i la utilitzarem per a desbloquejar minijocs.
- Estrella daurada. Ens dona un ítem segons la imatge que apareix en una casella en pantalla que pot ser :
  - X2. Durant un breu moment dispararem el doble del que s'absorbeix.
  - X3. Durant un breu moment dispararem el triple del que s'absorbeix.
  - Short. La teva llengua es fa més curta.
  - BIG. El teu cap es fa més gran.
  - DOWN. Disminueix la teva velocitat.
  - UP. Augmenta la teva velocitat.
  - ESTRELLA. Invencibilitat.
  - X. No ens dona gens.
- Cor daurat. Ens dona un ítem que pot ser :
  - Un cor de vida més.
  - Tres cors de vida més.
  - Emplenar tota la vida.

## Personatges
De nou tornen a ser el mateixos personatges al costat del conill que són:
- Davy, que és el camaleó protagonista de l'aventura i és de color blau.
- Jack, és el camaleó de color verd.
- Fred, és el camaleó de color taronja.
- Linda, és l'única camaleó femella del joc i és de color rosa.

## Modes de joc
Aquesta vegada consta de només dos modes de joc.

## Mode Història
És el mode principal del joc. Consta, un altre cop, de només 6 fases que, al contrari que el seu predecessor, per a arribar a l'última fase hauríem de passar per totes les fases. Les fases o mons són:
1. Sky Island. És el món inicial de joc on començarem tota l'aventura i s'aprèn a utilitzar, de nou, els moviments del protagonista.
2. Carnival Land. El món succeïx en un circ d'atraccions on hauríem de superar les sínies i rails de trens convertides en plataformes improvisades. Els enemics estan formats per hamburgueses, patates fregides i crispetes entre altres coses.
3. Ice Land. Hauríem d'enfrontar-nos contra el fred i l'aire i no morir congelats en l'intent en l'aigua gelada. El clima és el pitjor enemic on la física, en el desplaçament pel gel i en el moviment de l'aire, estan molt bé aconseguits. A més, podrem gaudir d'un minijoc d'Hoquei sobre gel on nosaltres farem de pilota.
4. Great Edo Land. Ens trobem en el Japó feudal amb guerrers i arquers atacant-nos. Ens desplaçarem a través de les típiques cases japoneses.
5. Toy Land. És el món dedicat a les joguines on ens enfrontarem, entre altres coses, a robots i peces d'escacs mentre travessem les plataformes rotadors de daus o les plataformes construïdes amb cartes que cauran al nostre pas.
6. Pyramid Land. Hauríem de recórrer fins al final una piràmide utilitzant totes les nostres habilitats fins a l'extrem. Després, hauríem d'endinsar-nos en l'interior i passar les difícils plataformes d'aquesta món.

La grandària dels mons és major respecte al seu antecessor però no suficient perquè el joc no es faci curt.

## Tutorial
En aquest mode podrem practicar les nostres tècniques en tres escenaris d'entrenament.
- Primer escenari. Aprendrem a utilitzar la nostra llengua per a subjectar-nos a les parets per a poder arribar més lluny.
- Segon escenari. Aprendrem a desplaçar-nos a través dels pals de fusta per a arribar al final sense tocar el sòl amb la nostra habilitat de rotar.
- Tercer escenari. Aprendrem a utilitzar la llengua com perxa i a utilitzar el nou moviment per a planejar per l'aire. Des del menú principal solament es pot accedir als tres primers escenaris, però podrem accedir a tres escenaris més des dels últims tres món (neda només començar el món parlant amb el conill) que són:
- Quart escenari. Hauríem de pujar fins als més alt de l'escenari recolzant-nos en la paret amb l'ajuda de la llengua.
- Cinquè escenari. L'objectiu és arribar a la plataforma final només accessible des de les plataformes que apareixen i desapareixen.
- El sisè i últim entrenament ens proposa una difícil prova. Hauríem d'arribar dalt del tot a través dels pals de fusta que es van desplaçant.

## Caps finals
Com en el seu predecessor, consta de caps finals al final de cada món els quals hauríem de vèncer. Com a novetat, compte amb una barra que mostra la vitalitat de l'enemic.
- Sky Island. L'enemic final és un xampinyó de gran grandària amb maraques en com ens enfrontarem en un ring mentre ens llança xampinyons en un espai tan reduït. Per a vèncer-lo, hauríem d'utilitzar els xampinyons, que reboten en l'escenari, com projectils.
- Carnival Land. En aquest món, l'enemic final no és ni més ni menys que una hamburguesa gegant la qual ens anirà llançant els seus ingredients. Per a vèncer-lo hauríem de llançar-li les hamburgueses que hi ha al voltant.
- Ice Land. El nostre enemic aquesta vegada és una foca amb rodes la qual envestirà sobre nosaltres en el reduït terreny congelat. Per a guanyar-lo, hauríem de llançar-li com projectil els ninots de neu que cauran del cel.
- Great Edo Land. Hauríem d'enfrontar-nos a una granota gegant en un terreny ple d'aigua on només podrem trepitjar en quatre rajoles. Hauríem d'evitar els salts damunt nostre i els atacs amb la seva llarga llengua. Per a vèncer-lo, hauríem d'utilitzar els 4 focs que hi ha al voltant.
- Toy Land. Ens enfrontarem contra un robot enorme en un estret camí circular mentre ens ataca amb les seves mans o amb els seus canons. Per a vèncer-lo, hauríem d'utilitzar els robots que llança des del seu pit.
- Pyramid Land. En un escenari quadrat, ens enfrontarem a una esfinx que ens atacarà amb tres tipus d'atacs de foc des de 3 cantons diferents. Per a vèncer-lo, hauríem d'utilitzar el mateix foc que ens llança per a vèncer-li.

## Crèdits
L'equip encarregat del treball va ser Japan Supply System (Sunsoft) i els llocs de desenvolupament van ser els següents:
- Productor executiu (Executive Producer) : Katsumi Kawamura.
- Productor (Producer) : Taeko Nagata.
- Director (Director) : Hiroyuki Morioka.
- Dissenyador del joc (Original Game Design): Hideyuki Nakanishi.
- Programador en cap (Main Program) : Takashi Sugioka.
- Programadors (Program) : Yasunobu Matsumura, Tetsuo Ohta, Masaaki Kimura, Hideyuki Nakanishi, Atsusi Itoh i Eiji Ikeda.
- Encarregat dels dissenys (Design Works) : Hideki Shibagaki
- So (Sound) : Koichi Fujiwara.
- Dissenyadors de les CG (CG Design) : Takashi Makino, Takako Nishitake, Hiroyuki Morioka i Miho Matsuo.
- Dissenyador de les fases (Stage Design) : Takashi Makino, Takako Nishitake, Hideki Shibagaki i Miho Matsuo.
- Provadors (Debugging Team) : Takashi Sano, Makoto Shibata, Michio Yamagiwa, Takao Nagata, Yukimasa Oka i Yugo Yurimitu
- Informació Pública (Public Informaticon) : Yukako Okada.
- Agraïments especials a (Special Thanks to) :Super Mario Club.